# Saint-Exupéry-les-Roches
Saint-Exupéry-les-Roches is een gemeente in het Franse departement Corrèze (regio Nouvelle-Aquitaine) en telt 529 inwoners (1999). De plaats maakt deel uit van het arrondissement Ussel.

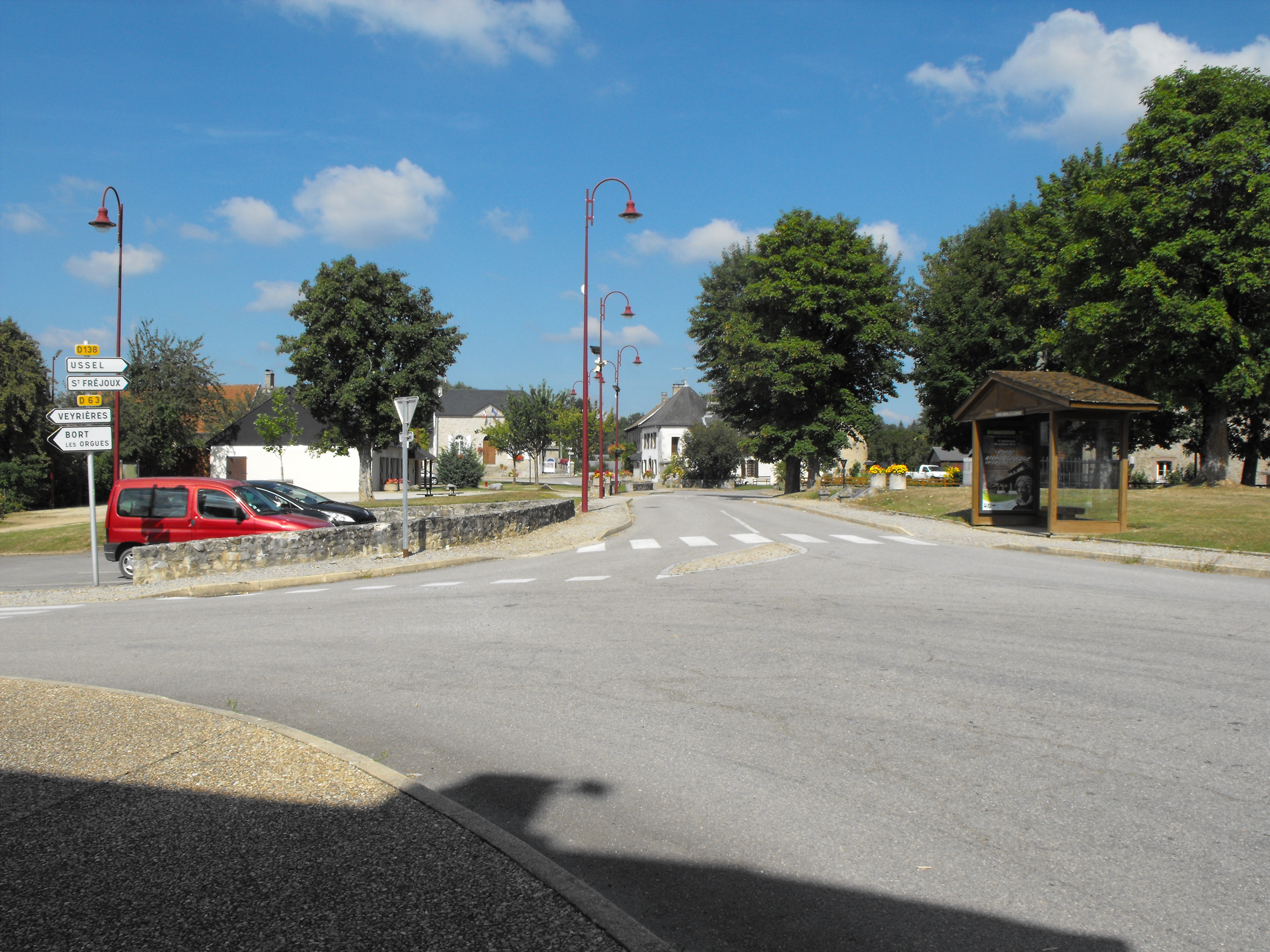
Saint-Exupéry-les-Roches
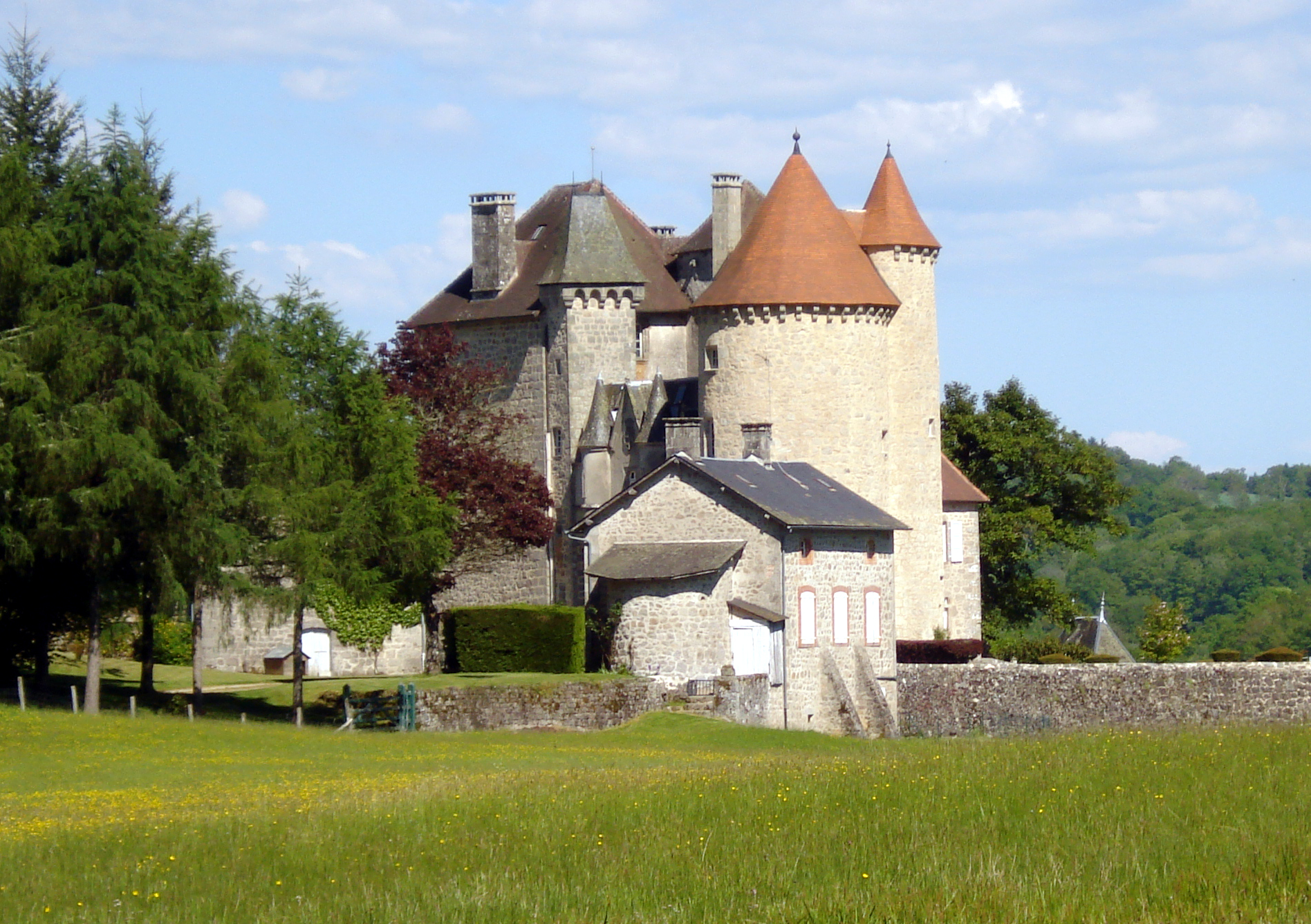
Château de la Gane
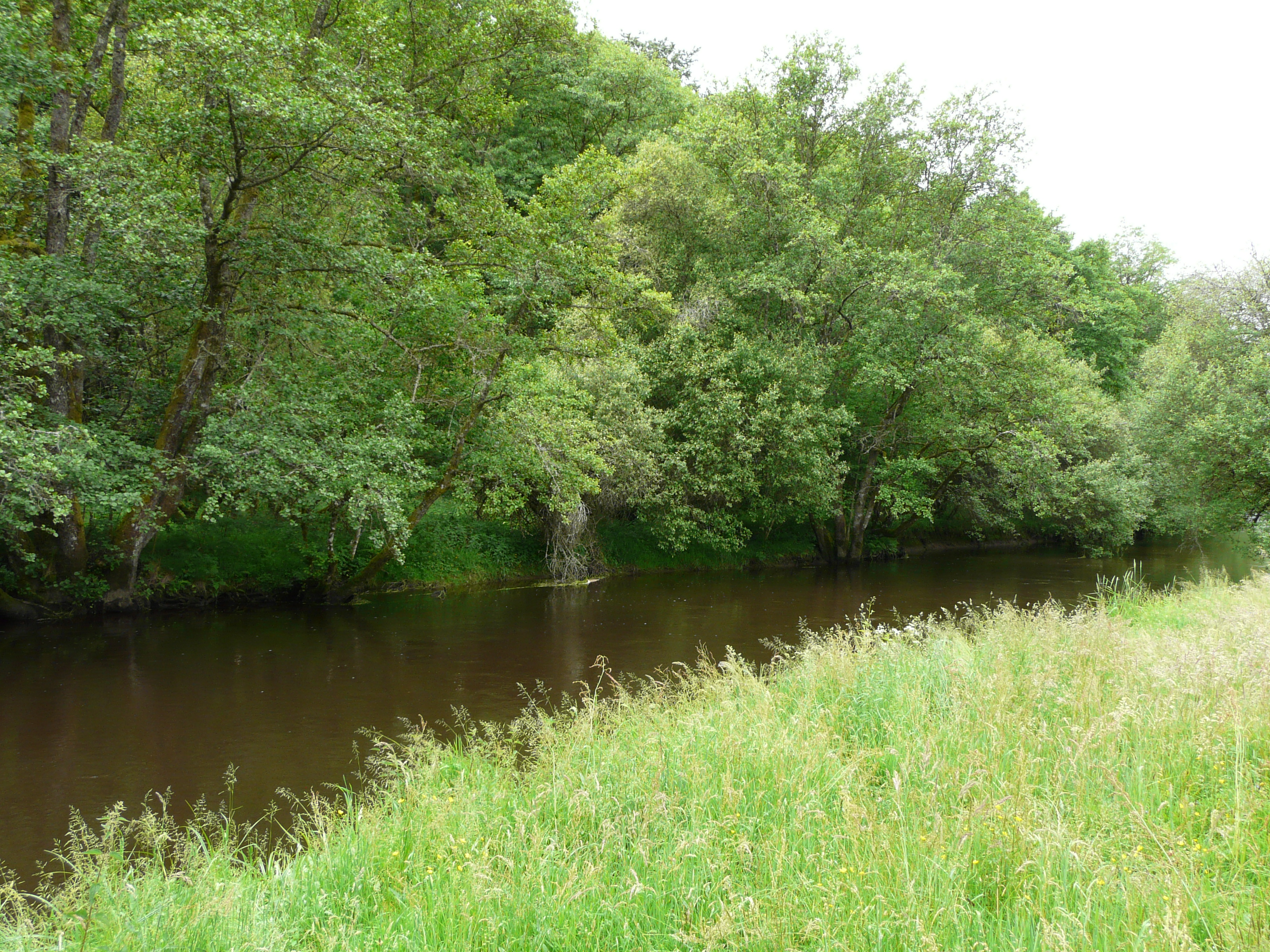
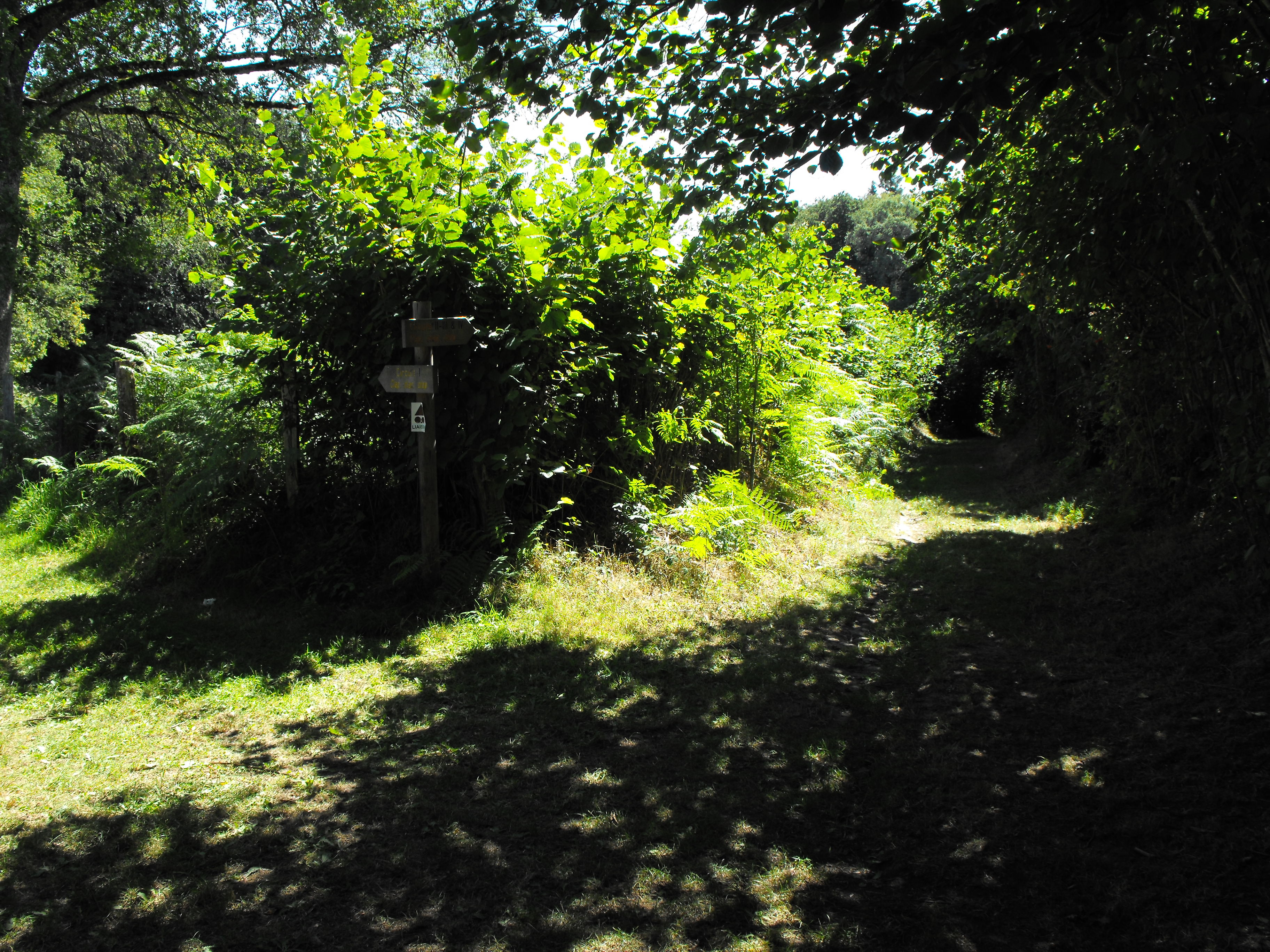

## Geografie
De oppervlakte van Saint-Exupéry-les-Roches bedraagt 36,8 km², de bevolkingsdichtheid is 14,4 inwoners per km².
De onderstaande kaart toont de ligging van Saint-Exupéry-les-Roches met de belangrijkste infrastructuur en aangrenzende gemeenten.

## Demografie
Onderstaande figuur toont het verloop van het inwonertal (bron: INSEE-tellingen).